# ۷۱ عقاب
۷۱ عقاب یک ستاره است که در صورت فلکی عقاب قرار دارد.